# Fuerza de Euler
En mecánica clásica la aceleración de Euler, también conocida como aceleración acimutal o aceleración transversal es una aceleración que aparece cuando se usa un marco de referencia en rotación no uniforme para el análisis del movimiento y cuando hay una variación de la velocidad angular del eje del marco de referencia. A partir de multiplicar la aceleración de Euler, {\displaystyle a_{\text{Euler}}}, por la masa, m, de un objeto ubicado en un sistema de referencia de este tipo se obtiene la fuerza de Euler: {\displaystyle F_{\text{Euler}}=ma_{\text{Euler}}}. Esta última es una fuerza ficticia que es sentida por el objeto sometido a este tipo de rotación.
La aceleración y la fuerza de Euler reciben estos nombres en honor al físico y matemático suizo Leonhard Euler.

## Aceleración de Euler
La dirección y la magnitud de la aceleración de Euler están dadas por:
{\displaystyle \mathbf {a} _{\text{Euler}}=-{\frac {\mathrm {d} {\boldsymbol {\omega }}}{\mathrm {d} t}}\times \mathbf {r} },
donde ω es el vector de velocidad angular y r es el vector de posición en donde se desea medir la aceleración relativo al eje de rotación.

## Fuerza de Euler
A partir de la definición de aceleración de Euler, la fuerza de Euler es
{\displaystyle \mathbf {F} _{\text{Euler}}=m\mathbf {a} _{\text{Euler}}=-m{\frac {\mathrm {d} {\boldsymbol {\omega }}}{\mathrm {d} t}}\times \mathbf {r} },
siendo m la masa del objeto sobre el cual se ejerce la fuerza ficticia.